# Le Laboureur et ses enfants
Le Laboureur et ses enfants est la neuvième fable du livre V de Jean de La Fontaine, situé dans le premier recueil des Fables de La Fontaine, édité pour la première fois en 1668.
Cette fable fait l'éloge du travail. À un niveau plus subtil, on peut y voir une analogie entre le laboureur et l'écrivain : La Fontaine prône le respect de l'héritage littéraire des Anciens.
La source de cette fable est un apologue d'Ésope du même titre.
On peut rapprocher ce texte à une autre fable de La Fontaine, Le Vieillard et ses enfants, où les recommandations du mourant n'empêchent pas la discorde des frères.

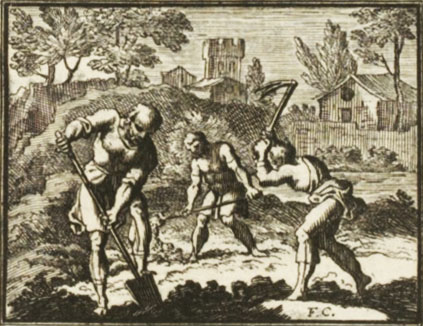
Gravure de François Chauveau (1613-1676).

## Texte
Travaillez, prenez de la peine :

C’est le fonds qui manque le moins.

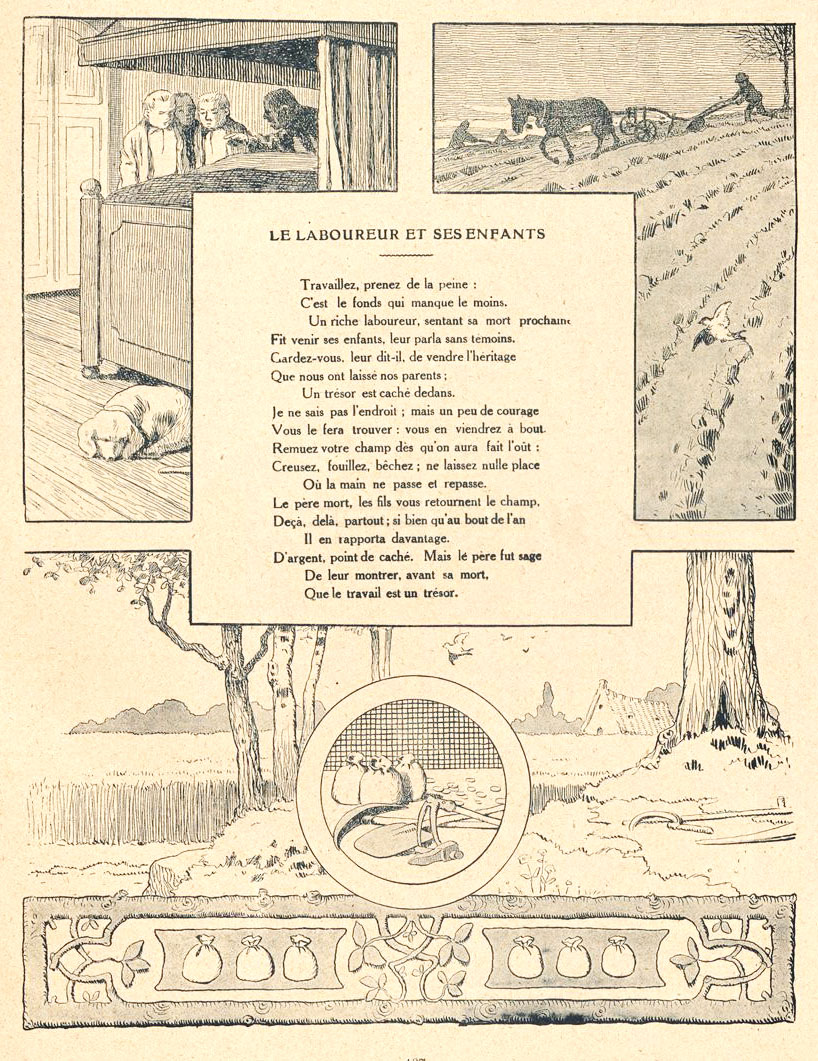
Illustration de Benjamin Rabier (1906)

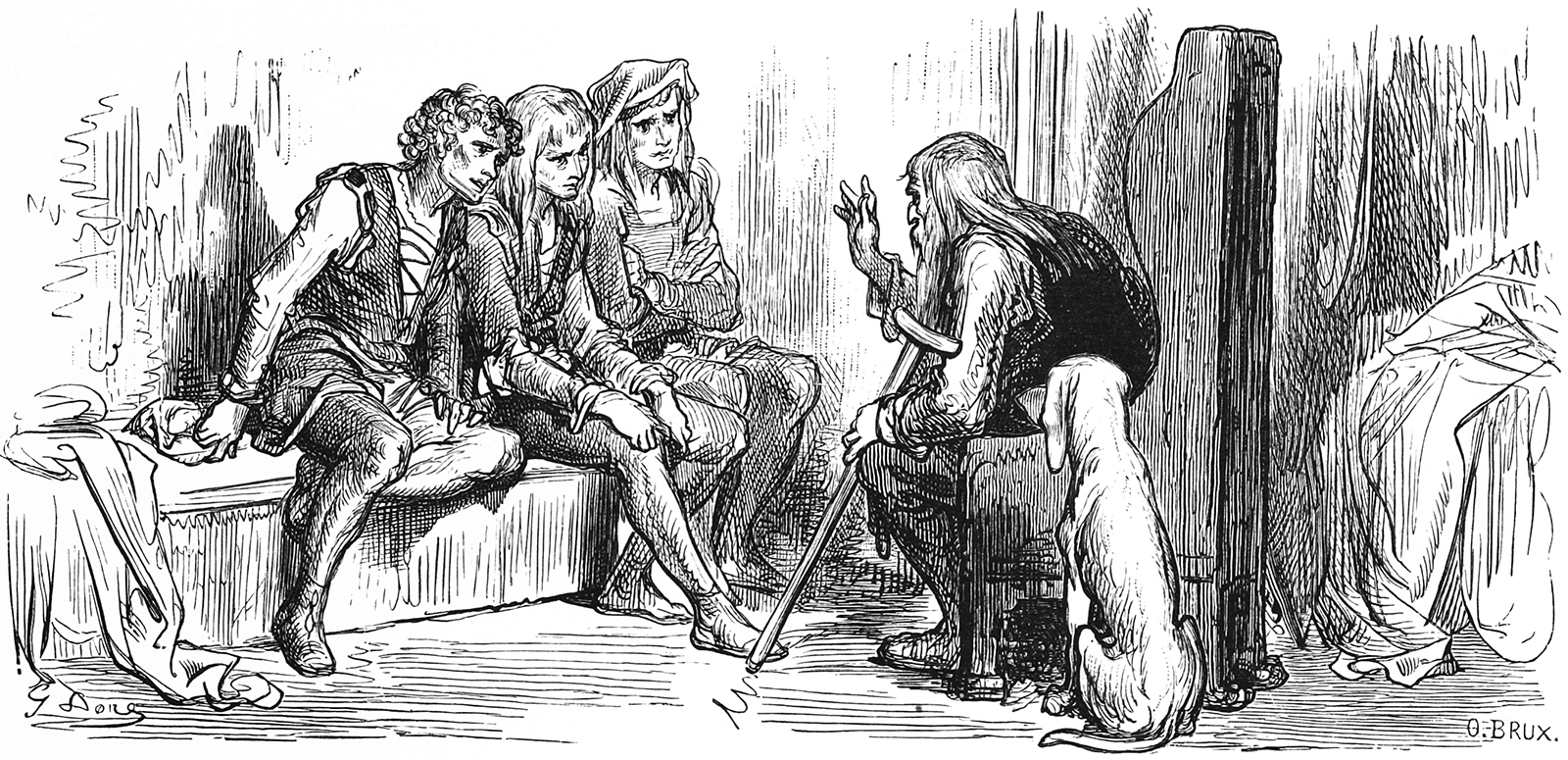
Illustration de Gustave Doré (1876)

Un riche Laboureur, sentant sa mort prochaine,

Fit venir ses enfants, leur parla sans témoins.

Gardez-vous, leur dit-il, de vendre l’héritage

Que nous ont laissé nos parents.

Un trésor est caché dedans.

Je ne sais pas l’endroit ; mais un peu de courage

Vous le fera trouver, vous en viendrez à bout.

Remuez votre champ dès qu’on aura fait l’Aout.

Creusez, fouillez, bêchez ; ne laissez nulle place

Où la main ne passe et repasse.

Le père mort, les fils vous retournent le champ

Deçà, delà, partout ; si bien qu’au bout de l’an

Il en rapporta davantage.

D’argent, point de caché. Mais le père fut sage

De leur montrer avant sa mort

Que le travail est un trésor.
— Jean de La Fontaine, Fables de La Fontaine, Le Laboureur et ses enfants